# 吴世鹤
吴世鹤（1906年—2000年），男，浙江东阳人，中国土木工程专家，曾任中国土木工程学会常务理事，第三、四、五、六届全国政协委员。